# Sir Quentin Thomas
Sir Quentin Thomas (nascut el 1944) és l'actual president del British Board of Film Classification. És membre del Servei Civil britànic.
A Irlanda del Nord, de 1988 a 1998, feu trobades amb el Sinn Féin per treballar per l'alto el foc del 1994. Va ser reconegut amb l'agraïment del govern britànic pel seu treball per la pau a Irlanda del Nord.
També ha estat el cap del Departament de Radiodifusió i televisió del 1984 al 1988, desenvolupant polítiques sobre la radiodifusió a la Gran Bretanya, incloent-hi la radiodifusió per cable i per satèl·lit i les relacions entre el govern i les autoritats de la radiodifusió britànica.